# Гончар (срібна монета)
«Гонча́р» — пам'ятна срібна монета номіналом 10 гривень, випущена Національним банком України, присвячена одному з важливих видів господарської діяльності та мистецької культури українців — гончарству, яке протягом багатьох століть посідало одне з провідних місць серед селянських промислів й увібрало в себе технічні навички та художні традиції, що існували ще з часів неоліту.
Монету введено в обіг 6 грудня 2010 року. Вона належить до серії «Народні промисли та ремесла України».

## Опис монети та характеристики
| Номінал грн. | Метал            | Маса, г      | Діаметр, мм | Якість виготовлення       | Гурт                           | Тираж, штук |
| ------------ | ---------------- | ------------ | ----------- | ------------------------- | ------------------------------ | ----------- |
| 10           | срібло 925 проби | 31,1 / 33,62 | 38,61       | спеціальний анциркулейтед | гладкий із заглибленим написом | 10 000      |

### Аверс
На аверсі монети розміщено: угорі малий Державний Герб України, під яким стилізований напис — «НАЦІОНАЛЬНИЙ/БАНК/УКРАЇНИ», у центрі — стилізоване зображення двох пташок, ліворуч і праворуч — гончарні вироби, унизу — написи: «10»/ «ГРИВЕНЬ»/ «2010».

### Реверс
На реверсі монети зображено гончара за роботою. Угорі на стилізованому тлі розміщено напис «ГОНЧАР», з обох боків центральної композиції — декоративні квітки.

## Автори

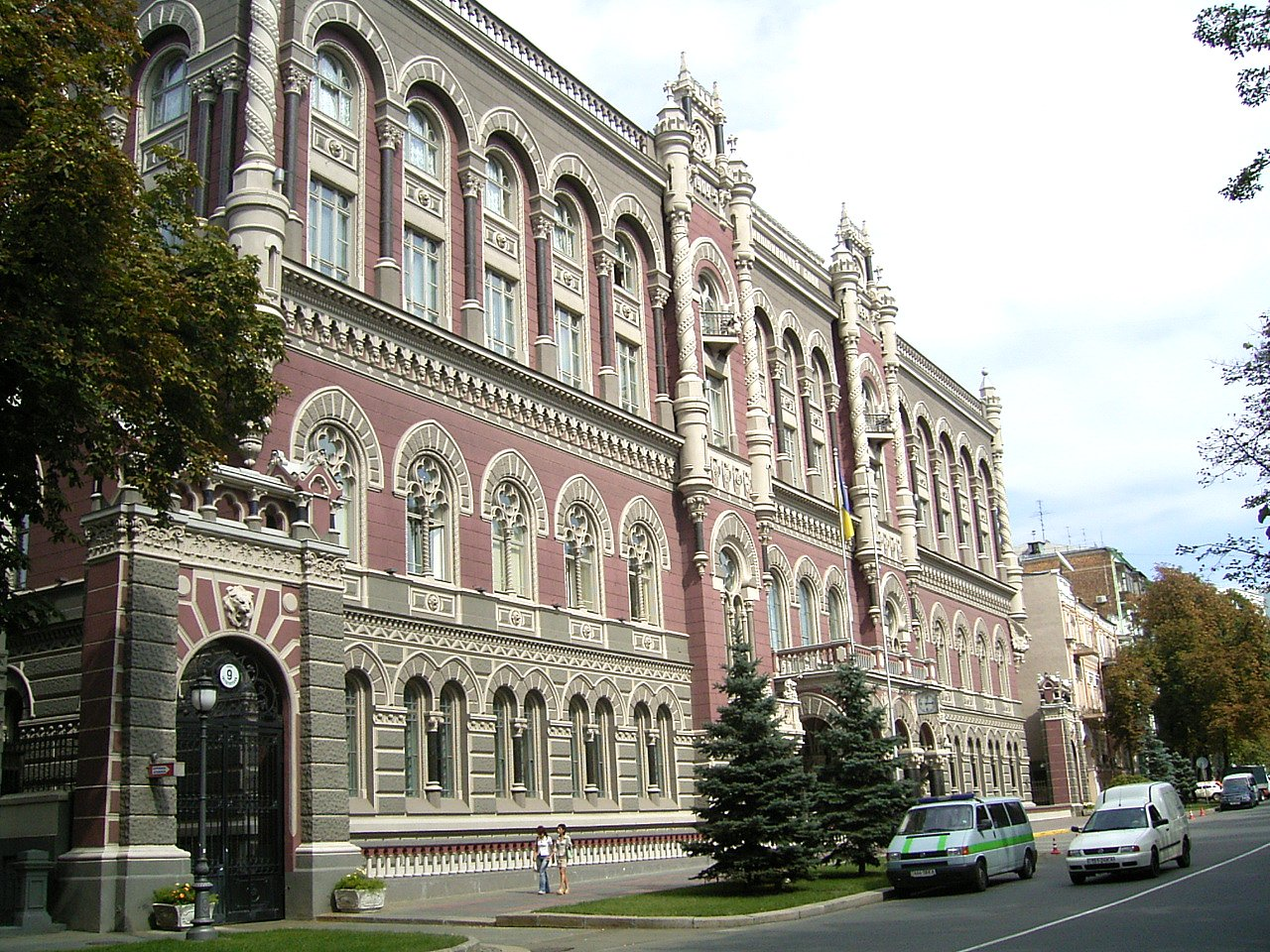
Будівля Національного банку України

- Художники: Таран Володимир, Харук Олександр, Харук Сергій.
- Скульптор — Дем'яненко Анатолій.

## Вартість монети
Ціна монети — 575 гривень була вказана на сайті Національного банку України в 2012 році.
Фактична приблизна вартість монети, з роками змінювалася так:
| Рік        | 2011 | 2012 | 2013 | 2014 | 2015 | 2016 | 2017 | 2018 | 2019 | 2020 | 2021  | 2022  | 2023  | 2024  | 2025  |
| ---------- | ---- | ---- | ---- | ---- | ---- | ---- | ---- | ---- | ---- | ---- | ----- | ----- | ----- | ----- | ----- |
| Ціна, грн. | 450  | 550  | 550  | 530  | 850  | 700  | 830  | 800  | 740  | 780  | 1 150 | 1 450 | 1 800 | 2 200 | 2 600 |